# Weiding (Schwarzach bei Nabburg)
Weiding ist ein Ortsteil der Gemeinde Schwarzach bei Nabburg im Oberpfälzer Landkreis Schwandorf (Bayern).

## Geographische Lage
Weiding liegt 1,4 Kilometer nordöstlich der Staatsstraße 2151, 4,6 Kilometer östlich der Bundesautobahn 93 und 3,5 Kilometer südwestlich von Schwarzach. 1 Kilometer südwestlich von Weiding beginnt das 862 Hektar große Naturschutzgebiet Charlottenhofer Weihergebiet. Nordöstlich von Weiding erhebt sich der 500 Meter hohe Raubersberg. Weiding liegt am Weidingbach. Der Weidingbach entspringt bei Kemnath bei Fuhrn, fließt in Richtung Nordwesten, passiert nach etwa 4 Kilometern Weiding und mündet nach weiteren 3 Kilometern in die Schwarzach.

## Geologie, Bergbau
Weiding liegt in einem alten Bergbaugebiet. Der Pfahl, eine sich von Schwarzenfeld im Nordwesten nach Aigen im Mühlkreis im Südosten hinziehende Störungszone, wird auf seinen beiden Seiten von einem Flussspatgebiet begleitet, welches neben Flussspat eine Reihe weiterer sekundär gebildeter Mineralien enthält. Dieses Flussspatgebiet berührt die Ortschaften Lissenthan, Stulln, Wölsendorf, Schwarzach, Altfalter, Weiding und Krandorf. In der Umgebung von Weiding wurde bereits seit dem 15. Jahrhundert Bergbau betrieben.
Dies ist 1534 in einer Bergwerksordnung von Pfalzgraf Ludwig V. bezeugt. Die Gesteine, auf denen Weiding sich befindet, enthalten Flussspat, Schwerspat, Quarz, Dolomit, Kalkspat, Pyrit, Markasit, Zinkblende, Uranpechblende, Eisenglanz und Bleiglanz. Im 15. Jahrhundert wurde hier Silber gefördert, im 16. bis 18. Jahrhundert Blei, ab dem 20. Jahrhundert Flussspat. Die Stollenmundlöcher der Grube Weiding (bis 1983 in Betrieb) und der Grube Dreifaltigkeitszeche und Erbstollen St. Ignatz sind erhalten.

## Name, Verwechslungsmöglichkeiten
Es gibt sehr viele Ortschaften mit dem Namen Weiding, allein in Bayern mehr als 10. Im Landkreis Schwandorf gibt es neben diesem Weiding noch ein Weiding bei Schönsee. Im Nachbarlandkreis Cham gibt es ebenfalls ein Weiding zwischen Cham und Furth im Wald. Das Weiding bei Schönsee und das Weiding im Landkreis Cham sind selbständige Gemeinden. Das Weiding dieses Artikels war bis 1971 selbständige Gemeinde. Diese Namensgleichheit auf relativ engem Raum führt zu häufigen Verwechslungen der verschiedenen Weidings untereinander. Alle diese Weidings werden zum Beispiel bei Carl Wilhelm von Gümbel in seiner Geognostischen Beschreibung des Ostbayerischen Grenzgebirges im Zusammenhang mit verschiedenen Bodenschätzen und Mineralien genannt. Das Weiding, das Gegenstand dieses Artikels ist, wird zur Unterscheidung von den anderen Weidings manchmal charakterisiert durch Zusätze, wie: Weiding bei Schwarzenfeld, Weiding bei Nabburg, Weiding bei Altfalter, Weiding bei Wölsendorf, Weiding bei Krandorf und seltener: Weiding bei Schwarzach.

## Geschichte
Im Jahr 1225 verpfändeten die Landgrafen von Leuchtenberg an Heinrich I. von Ortenburg und Murach die Veste Schmidgaden und Einkünfte in Nessating und Weiding. Im 14. Jahrhundert verlief die Grenze des Amtes Nabburg durch Weiding.
Weiding (auch:Weyding, Weidinng) wurde im Salbuch von 1413 erwähnt mit 4 Tagewerk Wiesenmaht und einer Steuer von ⅛ Hafer. Im Salbuch von 1473 wurde Weiding mit einer Steuer von 5 Schilling, 22 Pfennig und 1 Heller aufgeführt.
Während des Dreißigjährigen Krieges hatte Weiding in den Jahren 1500 8 Untertanen, 1523 6 Untertanen, 1631 9 Untertanen, 1658 4 Untertanen und 1712 9 Untertanen.
1 Gut in Weiding gehörte zur allodialen Herrschaft Altfalter. Diese war 1593 in Besitz der Erbengemeinschaft von Thomas Philipp von Murach und ging dann durch Heirat an Albrecht Gerhard von Löschwitz über. 1629 bestätigte der Kurfürst Friedrich V. die Edelmannsfreiheit über die einschichtigen Güter. Die weiteren Besitzer waren Hans Christoph Volkhammer (ab 1637, Huldigung 1652), die Erben des Hans Christoph Pfreimder (1690er Jahre), Johann Friedrich von Satzenhofen, (um 1698), Johanna Sybilla von Satzenhofen, Thomas Janson von der Stock und seine Erben (bis 1742), Johann Michael von Albrechtsburg (ab 1742), Johann Nepomuk Freiherr von Albrechtsburg (ab 1774), Theobald von Anethan (ab 1806).
Im Salbuch von 1513 war Weiding mit einem jährlichen Jägergeld für 4 Höfe, 1 Halbhof, 1 Gütlein und Naturalzins an Hafer verzeichnet. Im Amtsverzeichnis von 1596 erschien Weiding mit 5 ganzen Höfen und 4 Gütel. Im Türkensteueranlagsbuch von 1606 waren für Weiding 5 Höfe, 3 Güter, 1 Taferne, 5 Pferde, 16 Ochsen, 29 Kühe, 27 Rinder, 14 Schweine, 4 Kälber, 130 Schafe, 2 Frischlinge und eine Steuer von 29 Gulden und 53 Kreuzer eingetragen. Im Steuerbuch von 1630 wurde als zum allodialen Landsassengut Altfalter gehörig in Weiding ein Gut mit 2 Ochsen, 3 Kühen, 5 Rindern, 1 Schwein, 2 Frischlingen und einer Steuer von 3 Gulden, 5 Kreuzer, 2 Pfennig verzeichnet. Im Herdstättenbuch von 1721 erschien Weiding mit 10 Anwesen, 11 Häusern und 11 Feuerstätten. Im Herdstättenbuch von 1762 erschien Weiding mit 10 Herdstätten, 2 Inwohnern, und einer Herdstätte im Hirtenhaus mit einem Inwohner. 1792 hatte Weiding 9 hausgesessene Amtsuntertanen. 1808 gab es in Weiding 10 Anwesen, eine frei-eigene Taferne, Inhaber Johannes Hofstetter, eine frei-eigene Schmiede, Inhaber Georg Hueber, einen Schmied, ein Hirtenhaus.
1808 begann in Folge des Organischen Ediktes des Innenministers Maximilian von Montgelas in Bayern die Bildung von Gemeinden. Dabei wurde das Landgericht Nabburg zunächst in landgerichtische Obmannschaften geteilt. Weiding kam zur Obmannschaft Wölsendorf. Zur Obmannschaft Wölsendorf gehörten: Wölsendorf, Altfalter, Weiding, Warnbach, Dietstätt, Sindelsberg, Richt, Auhof und Sattelhof.
1811 wurden in Bayern Steuerdistrikte gebildet. Dabei wurde Weiding Steuerdistrikt. Der Steuerdistrikt Weiding bestand aus dem Dorf Weiding, den Weilern Dietstätt und Sindelsberg, der Einöde Sattelhof und dem Privatholz Schelmricht. Er hatte 20 Häuser, 130 Seelen, 280 Morgen Äcker, 140 Morgen Wiesen, 70 Morgen Holz, 6 Weiher, 50 Morgen öde Gründe und Wege, 2 Pferde, 40 Ochsen, 50 Kühe, 60 Stück Jungvieh, 90 Schafe und 30 Schweine.
Schließlich wurde 1818 mit dem Zweiten Gemeindeedikt die übertriebene Zentralisierung weitgehend rückgängig gemacht und es wurden relativ selbständige Landgemeinden mit eigenem Vermögen gebildet, über das sie frei verfügen konnten. Hierbei kam Weiding zur Ruralgemeinde Schwarzach. Die Gemeinde Schwarzach bestand aus den Ortschaften Schwarzach mit 22 Familien, Warnbach mit 10 Familien, Wölsendorf mit 19 Familien, Richt mit 7 Familien, Weiding mit 13 Familien, Dietstätt mit 9 Familien, Sindelsberg mit 3 Familien und Sattelhof mit 1 Familie. Im Grundsteuerkataster von 1842 erschien die Steuergemeinde Weiding mit 26 Hofgebäuden und 1858,05 Tagewerk Grund. Die Gemeinde Weiding hatte eine Fläche von etwa 635 Hektar und bestand aus den Gemeindeteilen Dietstätt, Richt, Sattelhof, Sindelsberg und Weiding. Sie hatte zum Zeitpunkt der Volkszählung 1961 insgesamt 139 Einwohner, davon 61 im Dorf Weiding und gehörte zum Landkreis Nabburg. 1971 wurde die Gemeinde Weiding in die Gemeinde Altfalter eingegliedert. Die Gemeinde Altfalter wurde 1975 in die Gemeinde Schwarzach bei Nabburg eingegliedert.
Im 19. und Anfang des 20. Jahrhunderts gehörte Weiding zur Pfarrei Schwarzach-Altfalter. Die Einöde Sattelhof, die am Südostrand von Weiding liegt, gehörte zur Pfarrei Kemnath bei Fuhrn. Später gehörte Weiding zum größeren Teil zur Pfarrei Schwarzach-Altfalter und zum kleineren Teil zur Pfarrei Kemnath bei Fuhrn. 1997 gehörten aus Weiding 14 Katholiken und aus Sattelhof 4 Katholiken zur Pfarrei Kemnath bei Fuhrn. Der andere Teil von Weiding mit 46 Katholiken gehörte zur Pfarrei Schwarzach-Altfalter. 2013 wurde die Pfarreiengemeinschaft Kemnath/Fuhrn – Schwarzach/Altfalter – Unterauerbach im Dekanat Nabburg gegründet, zu der Weiding und Sattelhof nun gehören.

## Einwohnerentwicklung ab 1818
| Jahr | Einwohner   | Gebäude |
| ---- | ----------- | ------- |
| 1818 | 13 Familien | k. A.   |
| 1831 | 50          | 11      |
| 1838 | 59          | 9       |
| 1864 | 76          | 34      |
| 1875 | 84          | 34      |
| 1885 | 81          | 13      |
| 1900 | 96          | 14      |
| 1913 | 53          | 10      |

| Jahr | Einwohner | Gebäude |
| ---- | --------- | ------- |
| 1925 | 69        | 12      |
| 1950 | 65        | 11      |
| 1961 | 61        | 13      |
| 1964 | 61        | 13      |
| 1970 | 74        | k. A.   |
| 1987 | 57        | 12      |
| 2011 | 85        | k. A.   |